# 2032 Ethel
2032 Ethel је астероид главног астероидног појаса. Приближан пречник астероида је 36,31 ,
а средња удаљеност астероида од Сунца износи 3,065 астрономских јединица (АЈ).
Инклинација (нагиб) орбите у односу на раван еклиптике је 1,515 степени, а орбитални период износи 1960,403 дана (5,367 година). Ексцентрицитет орбите астероида износи 0,132.
Апсолутна магнитуда астероида износи 11,90 а геометријски албедо 0,023.
Астероид је откривен 30. јула 1970. године.